# Moto X4
Moto X4 es un teléfono inteligente de gama media-alta que forma parte de la cuarta generación de la gama Moto X, fabricado por Motorola Mobility. Fue presentado el 31 de agosto de 2017, como un intento de revivir la gama insignia, después de que no saliera un modelo en el año 2016, debido tal vez al lanzamiento del Moto Z.
Fue lanzado el 1 de septiembre de 2017, y hasta finales de mes en Europa. En Estados Unidos, se presentó una versión con Android One.

## Características y especificaciones

### Hardware
Posee un procesador Qualcomm Snapdragon 630, una pantalla de 5.2 pulgadas con una resolución Full HD (1080x1920), y 3 o 4 GB de memoria RAM dependiendo del país y la tienda.
Su almacenamiento interno puede ser de 32 o 64 GB, expandible vía Micro SD, hasta 2 TB.
El teléfono también presenta un cuerpo metálico lleno de vidrio, cosa nueva en la gama de teléfonos (a pesar de que en otras gammas como Moto G o Moto Z ya se había presenciado).
También posee una doble cámara trasera de 12 MP combinado con un sensor gran angular de 8 MP, en una protuberancia de cámara circular elevada estilizada como una esfera de reloj. La doble cámara permite que la cámara utilice efectos de profundidad, enfoque selectivo y reemplazo en blanco y negro y fondo. La cámara frontal es de 16 MP con una flash LED frontal. Además de esto, posee un modo nocturno de 4 MP para cuando se tome una foto con bajos niveles de luz.

### Software
De fábrica, el Moto X4 viene con Android 7.1.1 Nougat, que tiene características únicas del teléfono, como un asistente de voz, el asistente de Google, Moto Assist y Moto Voice. También trae consigo Experiencias Moto, Moto Display, Moto Actions, Moto Key, entre otras cosas.
El 24 de enero de 2018, se anuncia de forma oficial la actualización vía OTA a Android 8.0 Oreo, siendo el primer teléfono de Motorola en actualizar a esta versión. El 4 de mayo de 2018 se lanza Android 8.1 Oreo vía OTA.
Durante el mes de noviembre de 2018, la versión Android 9.0 Pie comenzó a ser liberada oficialmente, primero siendo lanzado para Brasil. Se espera que en los próximos días sea liberado para el resto del mundo.

### Versión con Android One

Logo de Android One

Esta versión del Moto X4 (conocido como Moto One), es el primer dispositivo que se lanza con Android One en Estados Unidos (siendo exclusivo de ese país).
La versión de Android One no incluye el asistente de Amazon Alexa y algunas adiciones de software de Motorola, y recibirá actualizaciones de Android de Motorola más rápido que la versión normal del dispositivo.